# Red Oaks Mill
Red Oaks Mill és una concentració de població designada pel cens dels Estats Units a l'estat de Nova York. Segons el cens del 2000 tenia 4.930 habitants.

## Demografia
Segons el cens del 2000, Red Oaks Mill tenia 4.930 habitants, 1.724 habitatges, i 1.411 famílies. La densitat de població era de 540,8 habitants per km².
Dels 1.724 habitatges en un 36,9% hi vivien nens de menys de 18 anys, en un 71,1% hi vivien parelles casades, en un 7,5% dones solteres, i en un 18,1% no eren unitats familiars. En el 15,4% dels habitatges hi vivien persones soles el 6,8% de les quals corresponia a persones de 65 anys o més que vivien soles. El nombre mitjà de persones vivint en cada habitatge era de 2,85 i el nombre mitjà de persones que vivien en cada família era de 3,17.
Per edats la població es repartia de la següent manera: un 26,8% tenia menys de 18 anys, un 5,9% entre 18 i 24, un 27,9% entre 25 i 44, un 25,5% de 45 a 60 i un 13,9% 65 anys o més.
L'edat mediana era de 39 anys. Per cada 100 dones de 18 o més anys hi havia 93,5 homes.
La renda mediana per habitatge era de 77.533 $ i la renda mediana per família de 80.628 $. Els homes tenien una renda mediana de 59.083 $ mentre que les dones 27.697 $. La renda per capita de la població era de 28.713 $. Entorn de l'1,3% de les famílies i el 2,8% de la població estaven per davall del llindar de pobresa.